# Domfront, Orne
Domfront là một xã trong tỉnh Orne, thuộc vùng hành chính Normandie của nước Pháp, có dân số là 4262 người (thời điểm 1999).

## Nhân khẩu học
| 1946  | 1954  | 1962  | 1968  | 1975  | 1982  | 1990  | 1999  |
| ----- | ----- | ----- | ----- | ----- | ----- | ----- | ----- |
| 3.872 | 3.951 | 3.674 | 3.991 | 4.354 | 4.483 | 4.410 | 4.262 |